# Montrésor
Montrésor (pronuncia: /mɔ̃tʁezɔʁ/) è un comune francese di 345 abitanti situato nel dipartimento dell'Indre e Loira nella regione del Centro-Valle della Loira.

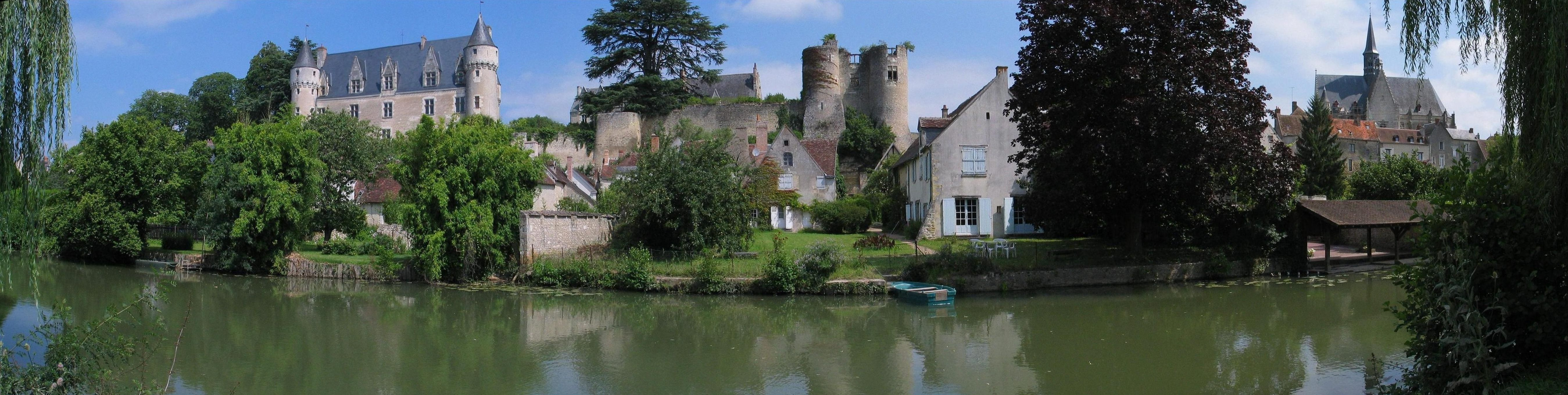

## Storia
All'inizio del secondo millennio, il conte d'Angiò Folco III, detto "Folco Nerra", fa costruire un mastio all'estremità di uno sperone roccioso che domina la valle del Indrois, affluente dell'Indre: una fortezza medioevale (circa del 1170) rimaneggiata nel 1395 e un castello rinascimentale (1490-1510) costruito da Umberto di Batarnay, consigliere di Luigi XI e di tre altri re, che vennero succedendosi sul stesso sito. Nel 1521, Umberto di Batarnay incomincia anche l'edificazione di una grande collegiata dove volle essere seppellito ma, morto due anni dopo, non vide costruita questa chiesa dedicata a San Giovanni Battista.
Il villaggio sorge ai piedi di questi due monumenti, il castello e la chiesa e diviene una parrocchia nel 1700.
Nella prima rivoluzione francese, il castello viene confiscato e venduto. Passa di mano in mano per 60 anni, mentre la parrocchia diviene la più piccola del dipartimento dell'Indre e Loira (21 ettari nel 1830).
Nel 1844, un nobile polacco, Saverio Branicki, contrario alla politica dello zar Nicola I nel suo paese, viene esiliato qui. Vive dapprima a Roma nel palazzo Chigi-Odescalchi (sua sorella Sofia è sposata con Livio III Odescalchi) e, nel 1849, compra il castello di Montrésor.

## Società

### Evoluzione demografica
Abitanti censiti